# 王炳华 (1954年)
王炳华（1954年10月—），山东商河人，中华人民共和国政治人物、第十一届全国政协委员。1974年2月参加工作，教授级高级工程师，武汉大学电气工程学院（原武汉水利电力学院）电力系统及其自动化硕士，中国国家电力投资集团公司董事长、党组书记。

## 生平
早年在在辽宁清河电厂工作，历任技术员、值长、团委副书记、值长组组长、副厂长兼总工程师。九十年代初，担任辽宁锦州发电厂第一副厂长、厂长。1993年调任吉林省电力工业局（电力公司），历任总工程师、副局长兼总工程师、局长。1999年，出任国家电力公司发输电运营部主任；2001年6月，转任中国核工业集团公司副总经理；2002年12月，调任中国电力投资集团公司总经理、党组书记；2007年12月，调任国家核电技术公司董事长、党组书记。2008年，当选第十一届全国政协委员，代表科学技术界，分入第二十九组。并担任提案委员会专委。
2015年5月29日，经国务院批准，中国电力投资集团公司与国家核电技术公司合并重组，成立中国国家电力投资集团公司，王炳华担任新公司董事长、党组书记。2018年1月，由前中国核工业集团公司董事、总经理、党组副书记钱智民接任。